# Giovanni Battista Ciocchi del Monte
Giovanni Battista Ciocchi del Monte, marchese di Novara (Stato della Chiesa, 1518 – Mirandola, 14 aprile 1552), è stato un generale e nobile italiano, nipote di papa Giulio III.

## Biografia
Era figlio di Baldovino e di Giulia Mancini.
Nel 1550 ebbe l'incarico di capitano generale della Chiesa. Nel 1551 ottenne dal papa il titolo di marchese di Novara, appartenuto a Ottavio Farnese, dopo che questi si schierò col re di Francia e aver nuovamente ottenuto il possesso di Parma dal pontefice. Giovanni Battista, convinto di volere prendere Parma, nel giugno 1551 scese al fianco del governatore di Milano Ferrante I Gonzaga, nemico dei Farnese, attaccando il territorio parmense e le truppe di Ottavio Farnese fino a Concordia sulla Secchia.
Morì durante l'assedio di Mirandola, tenuta da un piccolo nucleo di francesi, nel 1552.

## Discendenza
Sposò Ersilia Cortese, figlia di Iacopo Cortese e fratello del cardinale Gregorio Cortese. La coppia non ebbe figli.